# Jan Libbertz
Jan Philipp Libbertz (* 16. Dezember 1989 in Hamburg) ist ein deutscher Politiker der Partei Die Linke. Er ist seit März 2025 Mitglied der Hamburgischen Bürgerschaft.

## Leben
Jan Libbertz wuchs als Kind eines Hafenarbeiters und einer Krankenschwester in Hamburg auf. Er absolvierte sein Abitur an der Anna-Warburg-Schule. Nach einer Ausbildung zum Sozialpädagogischen Assistenten studierte er an der Universität Hamburg Erziehungs- und Bildungswissenschaft und schloss mit dem Master of Arts ab.
Nach dem Anschlag in Hanau 2020 trat er 2020 der Partei Die Linke bei. Seit 2021 ist er Sprecher des Bezirksverbandes Hamburg-Eimsbüttel.
Bei der Wahl zur Hamburgischen Bürgerschaft 2025 war er auf Platz 20 der Landesliste und trat zudem als Direktkandidat im Wahlkreis 6 Eidelstedt – Stellingen – Eimsbüttel-West an, wo er mit 23.814 Stimmen das dritte Direktmandat gewann.
In der Bürgerschaft ist er Fachsprecher für Justiz-, Familien- und Jugendpolitik.